# Jason W. Briggs
Jason W. Briggs (25 de junio de 1821- 11 de enero de 1899). Fue un líder en la historia temprana del mormonismo y jugó un papel decisivo en el logro de la "Reorganización" de 1860 de la Iglesia, lo que resultó en el establecimiento de la Iglesia Reorganizada de Jesucristo de los Santos de los Últimos Días.

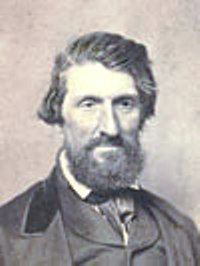
Jason W. Blair

## Membresía Temprana
Jason W. Briggs nació el 25 de junio de 1821 en Pompey, condado de Onondago, estado de Nueva York. El 6 de junio de 1841, en Potosí, condado de Grant, estado de Wisconsin, fue bautizado en la Iglesia de Jesucristo de los Santos de los Últimos Días por William O. Clark. En 1842, Briggs fue ordenado anciano de la iglesia. Aunque en 1842 a 1854 tuvo su domicilio en Beloit, estado de Wisconsin, estuvo ausente de allí a intervalos regulares por su trabajo en la iglesia y su labor misionera. Entre 1842 y 1843, Briggs fundó la congregación de Waukesha y ayudó a establecer la congregación de Beloit, la que presidió un tiempo.
En 1844, el fundador del mormonismo, José Smith, hijo, fue asesinado y se produjo una crisis de sucesión. Brigham Young, presidente del Quórum de los Doce Apóstoles, asumió el control de la Iglesia en Navoo, Illinois. Briggs, junto a sus congregaciones, permaneció con ellos hasta que en 1845 o 1846 renunciaron a la dirección de Young, convencidos de que este había caído en la apostasía. De allí en adelante, él y sus ramas, permanecieron con James J. Strang, que había organizado una nueva sede de la Iglesia en la cercana Voree, Wisconsin.
Briggs era un ferviente opositor de la poligamía, y cuando Strang comenzó a practicar el matrimonio plural abiertamente, Briggs rompió con su organización, en 1850. Por esto, él y gran parte de la congregación de Beloit, se asociaron brevemente a la organización de William Smith, quien decía estar a la cabeza de la Iglesia solamente como un guardián, en espera de que José Smith III asumiera el liderazgo prometido por su padre. Al enterarse de que William también había estado practicando el matrimonio plural lo dejó.

## Nueva Organización
Después de estos reveses, Briggs se desesperó al ver que la Iglesia había caído de manera irrevocable en la iniquidad. Más tarde se informó que el 18 de noviembre de 1851, en la pradera cerca de Beloit, él meditaba esta preocupación cuando el "Espíritu del Señor" descendió sobre él y le habló diciendo:
De cierto, de cierto, dice el Señor Jesucristo a su siervo, Jason W. Briggs, respecto a la Iglesia: He aquí, yo no he rechazado a mi pueblo; ni tampoco he cambiado mis miras con respecto a Sion. Ciertamente mi pueblo será redimido, y mi ley, que fue revelada a mi siervo José Smith, hijo, será obedecida...
Según Briggs, el Señor le explicó además que "en mi propio y debido tiempo llamaré a la descendencia de José Smith y levantaré una que será poderosa y fuerte, y que presidirá el Sumo Sacerdocio de mi Iglesia..." y, por último, Briggs dijo que el Señor le aseguró que "lo que han recibido como mi ley celestial", (es decir el matrimonio plural), "no es de mí, sino que es la doctrina de Balaam".
Después de informar que recibió esta guía a la Iglesia de Beloit, la que lo aceptó como la voluntad del Señor, Briggs comenzó a coordinar con los líderes de las ramas de Wisconsin e Illinois, incluyendo a Zenas H. Gurley, padre, quienes resolvieron esperar a que un nuevo líder se levantara de "los descendientes de José". Mientras tanto, ellos comenzaron a establecer una "nueva organización" de la Iglesia y Briggs fue llamado a presidir su primera conferencia en 1852. En 1853, Briggs fue llamado como apóstol y sostenido como Presidente del Quórum de los Doce y el "Presidente Representante de la Iglesia".
El 6 de abril de 1860, en la Conferencia General de la nueva organización de la Iglesia, en Amboy, Illinois, José Smith III se unió al grupo y aceptó tomar su lugar como Presidente de la Iglesia.

## Desacuerdos y renuncia.
En 1885 Briggs estaba fuera de la armonía con José Smith III. Briggs era teológicamente liberal y estaba al tanto de la "alta critica" de la Biblia que se enseñaba en ese momento en las universidades alemanas. Al igual que estos eruditos alemanes, Briggs creía que la Escritura se entiendo por el contexto y que la revelación no era un proceso final sino que se manifestaba progresivamente en el tiempo. Estos puntos de vista enojaron a los miembros más conservadores. Briggs también atacó la idea de la pre-existencia de las almas, una doctrina apreciada. También cuestionó si la iglesia debía intentar otra vez un recogimiento en comunidad, después de los desastrosos resultados durante la vida de José Smith, hijo. Si bien muchas de las posiciones reales de José Smith III reflejaban el pensamiento de Briggs, este era mucho más estridente en sus declaraciones que Smith. Por otra parte Briggs molestaba a José Smith III por sus constantes recordatorios de que José Smith, hijo, había practicado la poligamia, al contrario de lo que José Smith III creía. 
En la conferencia de 1885, Briggs no fue sostenido como apóstol y en 1886 se retiró de la Reorganización.
Briggs murió el 11 de enero de 1899.